# Скеля «Козак-камінь»
Ске́ля «Коза́к-ка́мінь» — геологічна пам'ятка природи місцевого значення в Україні. Об'єкт розташований на території Звенигородського району Черкаської області, на околиці смт Стеблів, над річкою Рось. 
Площа — 0,1 га, статус отриманий у 1982 році.

## Галерея

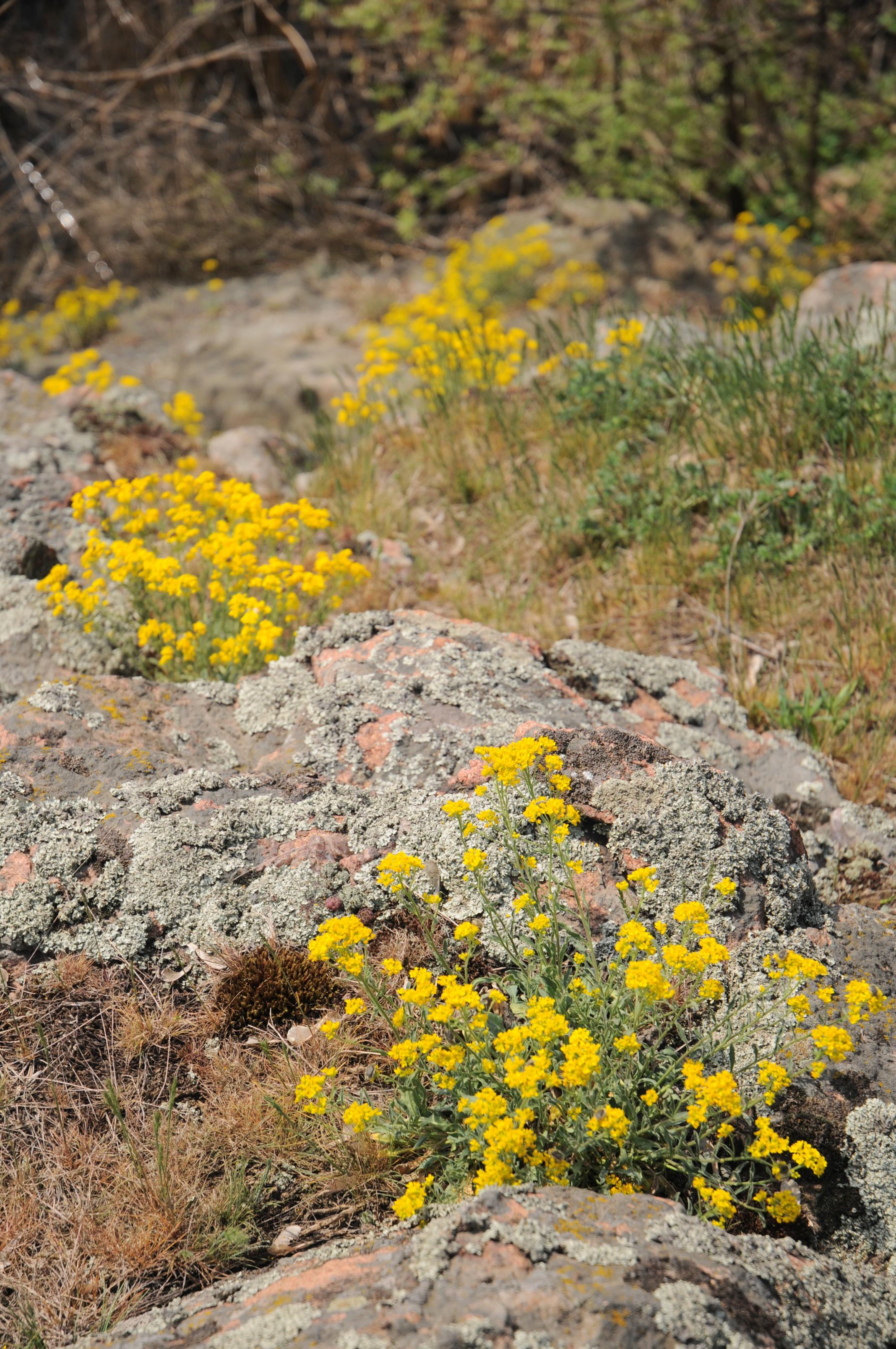
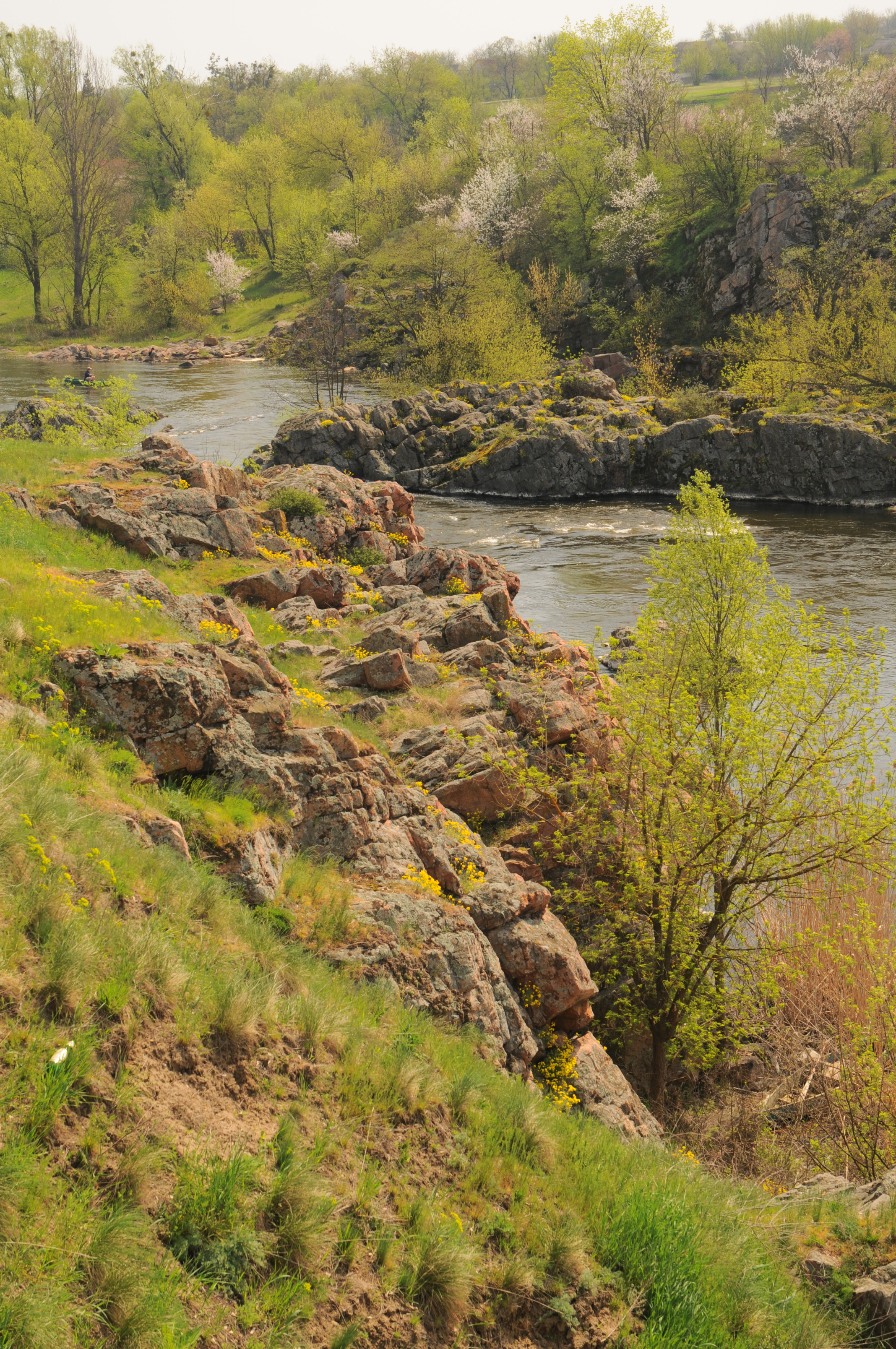
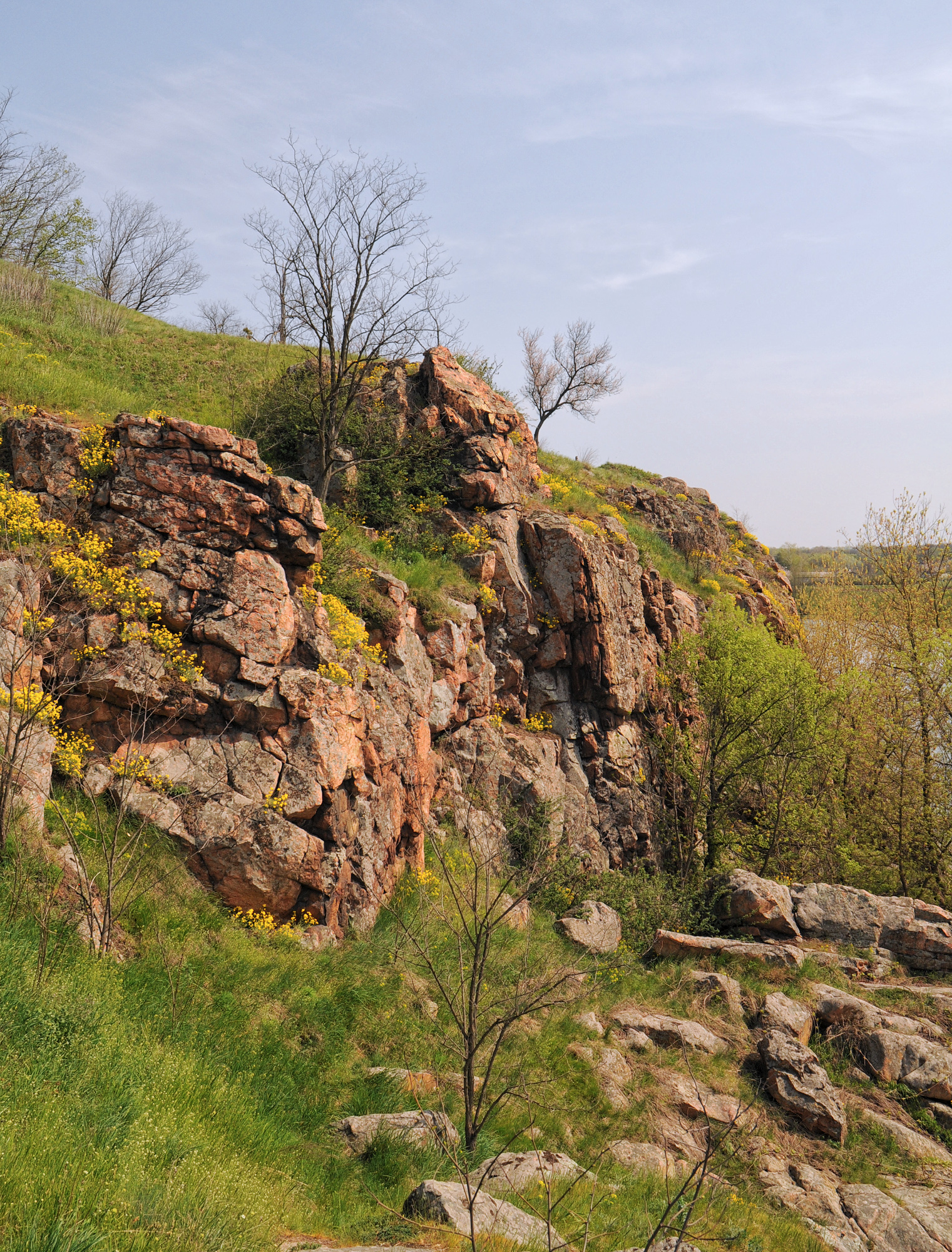
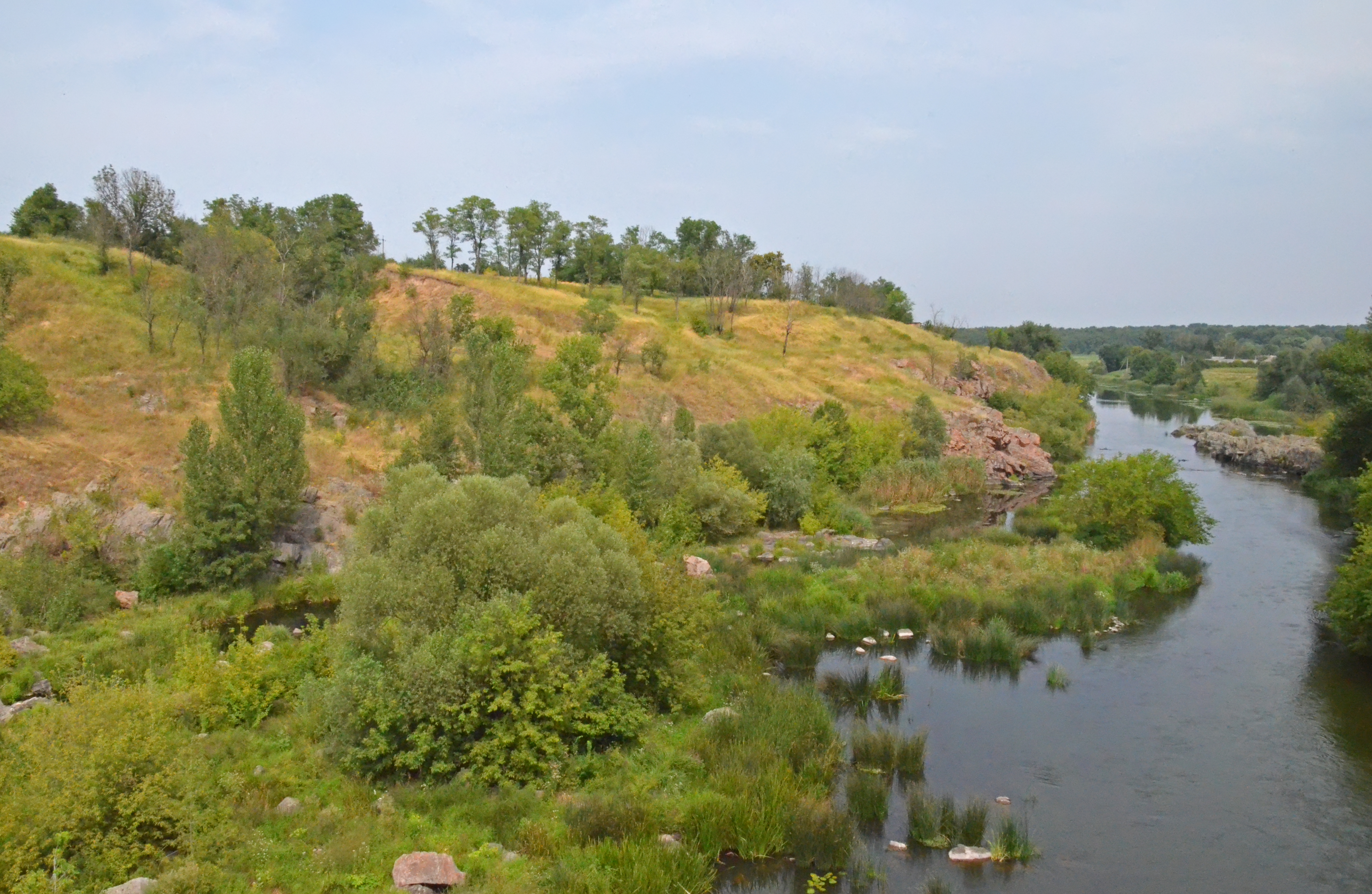